# Jean-François Raffaelli
Jean-François Raffaelli (Parigi, 20 aprile 1850 – Parigi, 11 febbraio 1924) è stato un pittore francese.

## Biografia
Era di origini toscane da parte dei suoi nonni paterni.
Di formazione autodidatta, frequentò per breve tempo lo studio di Jean-Léon Gérôme, senza però trarne particolari insegnamenti. La sua ansia di conoscenza per le cose dell'arte lo spinse a compiere una serie di viaggi in Italia, Spagna ed Algeria. Legatosi in amicizia con i pittori impressionisti, fu invitato da loro ad esporre alla prima mostra tenuta nello studio del fotografo Nadar nel 1874.

## Stile
Abile disegnatore, dalla resa rapida ed immediata, Raffaelli oppose alla pittura impressionista una visione realista, permeata da vaghi ideali umanitari.
I suoi temi preferiti sono certi scorci di periferia colti nello squallore di paesaggio popolato da povere genti: inconfondibili sono certe sue puntesecche in cui ritrae l'infanzia che si aggira, quasi sperduta, fra cumuli di rifiuti, cercandovi qualcosa di imprevisto, un vecchio giocattolo o forse qualcosa da mangiare. 
Nelle opere della maturità si volse poi verso immagini più serene, vedute di paesaggi, impressioni di marine, ricordi di città. Opere che rivelano come l'artista avesse perduto il mordente iniziale.